# Robert III d'Artois
Pour les articles homonymes, voir Robert III et Robert d'Artois.
Robert III d’Artois (né en 1287 - mort en 1342 à Londres) est seigneur de Conches-en-Ouche, de Domfront, et de Mehun-sur-Yèvre ; en 1310, il reçut en outre en apanage le comté de Beaumont-le-Roger pour le dédommager de la perte du comté d’Artois auquel il prétendait.
Avec la crise de succession de 1328, il est l'un des éléments déclencheurs de la guerre de Cent Ans, par son exil en Angleterre et sa détermination à entraîner le roi d'Angleterre dans un conflit contre le roi de France.

## Biographie
Robert est fils de Philippe d’Artois, seigneur de Conches-en-Ouche, et de Blanche, fille du duc Jean II de Bretagne et de Béatrice d'Angleterre, tous deux descendants des lignées capétiennes. 
Robert D’Artois n'a qu’onze ans quand son père meurt le 11 septembre 1298 des suites des blessures qu'il a reçues à la bataille de Furnes le 20 août 1297 contre les Flamands. Il a quinze ans quand son grand-père Robert II d'Artois meurt à son tour à la bataille de Courtrai en 1302, posant alors le problème de la succession au titre de comte d'Artois, qui sera la grande affaire de la vie de Robert III.

### Dévolution du comté d'Artois
En raison de son jeune âge, Robert III ne peut faire prévaloir les droits hérités de son père contre sa tante Mahaut (fille de Robert II et sœur du père de Robert III), et c'est elle qui hérite du titre, tant en vertu du droit selon la coutume du comté d'Artois que pour des considérations politiques,. 
En effet, il est établi que la coutume du comté d'Artois ne considère pas que le petit-fils puisse représenter le fils héritier naturel mais décédé : le titre devait revenir aux enfants survivants, garçon ou fille. En outre, lorsqu'il a donné l'Artois en apanage à son fils puîné Robert Ier d'Artois, arrière-grand-père de Robert III, Louis VIII n'a pas précisé que la succession du comté ne se ferait que par les mâles,. 
Dès lors, le roi et les pairs chargés de statuer considérèrent que le titre doit revenir logiquement à Mahaut. 
Ils y sont d'autant plus enclins que cette dernière a épousé un prince d'Empire, Othon IV de Bourgogne et obtient le rattachement du comté de Bourgogne au royaume de France. Ce prince fait de Mahaut une femme puissante face à un adolescent de quinze ans dont personne ne se soucie à la cour.
Pour autant, rapidement, Robert se fixe pour objectif de recouvrer ce qu'il considère comme son héritage légitime. En effet, si son père, Philippe, n'était pas mort prématurément, il aurait, en tant qu'aîné masculin, disposé du comté d'Artois au détriment de Mahaut, et Robert III, naturellement, lui aurait succédé. Certes, le petit comté de Beaumont-le-Roger a été accordé à ce dernier à titre de compensation, mais Robert considère cela comme insuffisant.
Persuadé d'avoir été floué, Robert bataillera perpétuellement pour évincer sa tante. Deux jugements devant la cour des Pairs, en 1309 et en mai 1318 donnent pourtant raison à Mahaut. À l'époque de ce second procès, il épouse Jeanne de Valois, la sœur d'un des plus puissants barons à la cour, Philippe de Valois, le neveu de Philippe le Bel et futur Philippe VI, ce qui lui permet de disposer d'une réelle influence au sein du conseil royal. Certes, Mahaut n'est pas dénuée d'atout de son côté puisque le roi Philippe V est son gendre, mais cela n'empêche pas le roi de confier de nombreuses missions à Robert : finalement, les capacités d'influence des deux partis s'équilibrent à la cour.

### Rapprochement avecPhilippeVIde Valois
Lorsque le dernier fils de Philippe le Bel, Charles IV, meurt sans descendance, Robert perçoit que cela peut l'aider dans sa querelle avec Mahaut. Conscient des avantages que lui procurerait l'accession au trône de son beau-frère Philippe de Valois, Robert est à la pointe du combat visant à ce que la couronne de France revienne en février 1328 à Philippe VI contre les prétentions d'Édouard III d'Angleterre. Philippe lui en est reconnaissant : il le fait pair de France et lui accorde de nombreuses pensions. Comme le souligne Jean Favier, « au Conseil, Robert d'Artois est écouté ; dans l'entourage royal, il passe pour l'homme qui a l'oreille du roi ; pour l'opinion publique, il est l'ami du roi, son compagnon ».
Mais Robert ne se contente pas de cette position confortable, et considère plutôt qu'elle constitue un atout décisif dans sa quête de l'Artois. D'autant que s'y ajoutent des circonstances favorables lorsqu'un an plus tard, en 1329, Mahaut meurt. Robert saisit cette occasion pour réclamer à nouveau ce qu'il considère comme son dû, en engageant une nouvelle action judiciaire, fort de l'exemple de la succession du comté de Flandre : en effet, le comte de Flandre Robert de Béthune a choisi en 1322 de laisser son titre à son petit-fils Louis plutôt qu'aux frères de son fils aîné Louis Ier de Nevers, mort deux mois avant lui. Robert d'Artois veut voir dans ce précédent, si proche dans le temps comme dans l'espace, une inflexion de la coutume et la confirmation de ses droits. Il prend soin de s'assurer des alliés importants : il est soutenu d'une part, en Artois même, par « ceux que l'autoritarisme de Mahaut avait jetés dans une sorte de complot permanent », d'autre part à la Cour par des princes de premier rang, notamment le comte d'Alençon, frère du roi, et le duc de Bretagne.
L'affaire semble bien engagée. À la mort de Mahaut, en novembre 1329, le roi prend le comté d'Artois sous sa garde et nomme, en attendant de statuer, un gouverneur provisoire de l'Artois en la personne de Ferri de Picquigny. Le choix de ce dernier semble délibérément favoriser Robert, dans la mesure où Ferri est réputé hostile à la vieille comtesse. Tout laisse donc à penser que la sentence de la Cour assemblée sous la direction royale serait favorable à Robert. C'est d'autant plus vrai que l'héritière de Mahaut, Jeanne II de Bourgogne, est la veuve de Philippe V le Long impliquée jadis dans l'affaire de l'adultère des brus de Philippe le Bel : si elle ne semble pas avoir trompé son mari, elle s'est faite complice, par son silence, de ses deux belles-sœurs et en est encore en 1329 durablement affaiblie. Du reste, après avoir été autorisée à prêter un hommage provisoire au roi, elle suit rapidement sa mère dans la tombe le 21 janvier 1330.
En fait, si la mort de la fille de Mahaut semble favoriser les desseins de Robert, il n'en est rien : elle ne fait que rendre d'autant plus intéressé à la question le duc de Bourgogne, Eudes IV. En effet, sa femme Jeanne de France est la fille de Philippe V et de Jeanne de Bourgogne : c'est elle qui devrait donc hériter du comté d'Artois si le verdict du procès se révélait défavorable à Robert. Eudes, par ailleurs beau-frère de Louis X et de Philippe VI, est déjà le principal adversaire de Robert à la Cour des pairs : l'opposition des deux hommes ne fait donc que se renforcer.

### Procès

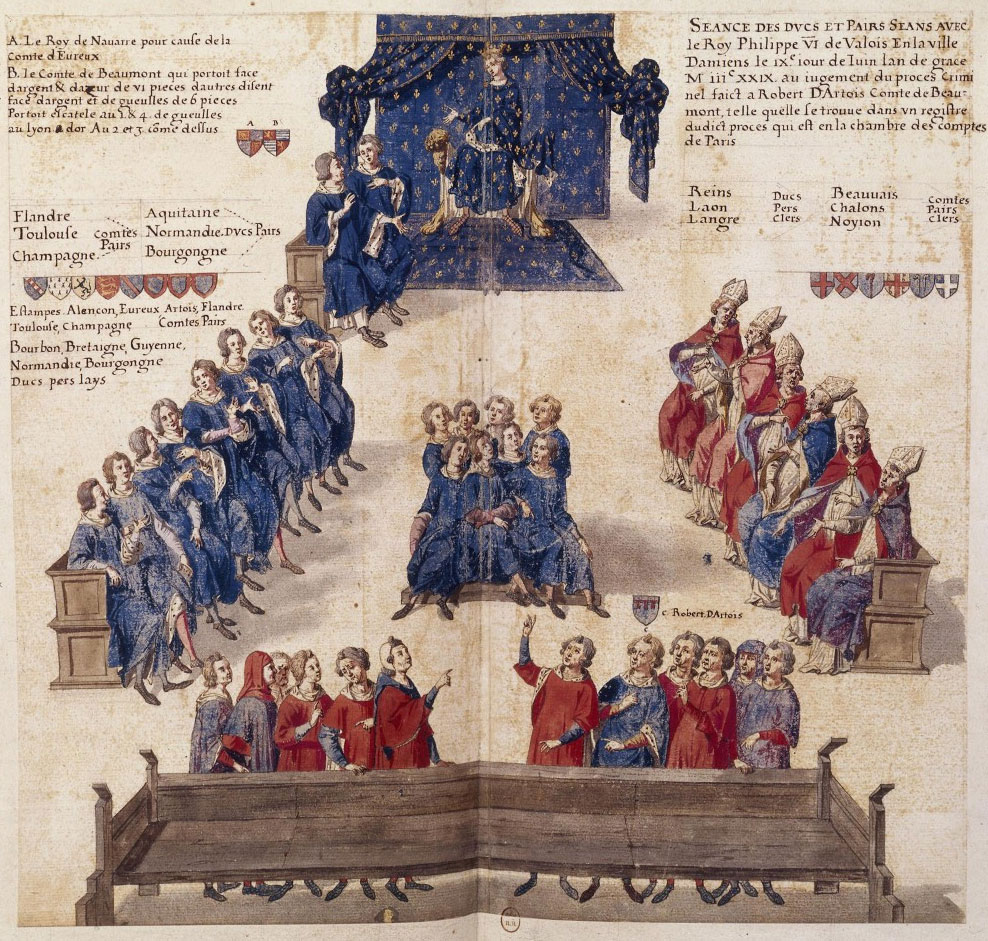
Le procès de Robert III d'Artois (reconnaissable en bas à droite à son blason), en 1332.

Pour justifier le réexamen de sa demande, Robert exhibe de nouveaux documents qui semblent justifier ses prétentions au comté d'Artois. En effet, le moyen le plus sûr d'obtenir gain de cause consiste à démontrer que son grand-père a explicitement marqué sa volonté de privilégier la descendance de son fils Philippe plutôt que celle de sa fille Mahaut. Associés à son entregent auprès du roi, ils doivent lui permettre d'atteindre enfin l'objectif de toute une vie, mais le roi Philippe VI de Valois ne le soutient pas : en dépit de leurs liens (Robert a épousé Jeanne la demi-sœur du roi en 1318), ce dernier cherche plutôt, sans succès, à résoudre le conflit en s'appropriant le comté d'Artois et en désintéressant les parties par un dédommagement. Le refus opposé par les États d'Artois de financer un arrangement auquel ils n'avaient rien à gagner met fin au projet royal.
Les documents produits par Robert d'Artois sont alors examinés par les juristes du parlement de Paris, qui démontrent le 14 décembre 1330 que les documents exhibés par Robert sont des faux grossiers, œuvre de Jeanne de Divion, « une ancienne amie du puissant conseiller de Mahaut Thierry d'Hirson ». La supercherie découverte, tous les soutiens de Robert l'abandonnent. Immédiatement, le jugement au civil est rendu et Robert débouté pour la troisième fois quant à ses droits sur l'Artois. Cependant, non seulement Robert perd tout espoir de recouvrer l'héritage de son grand-père, mais il est également condamné au criminel, définitivement dépossédé de tous ses biens et banni du royaume en avril 1332,. Le verdict était prévisible puisque le crime peut être considéré de lèse-majesté, car il met à mal la crédibilité de l'administration royale, comme le souligne Jean Favier : « le roi ne peut transiger avec ceux qui ruinent l'un des moyens essentiels d'expression de sa puissance souveraine, la juridiction, qui se traduit par le scellement d'actes authentiques ».

### Exil

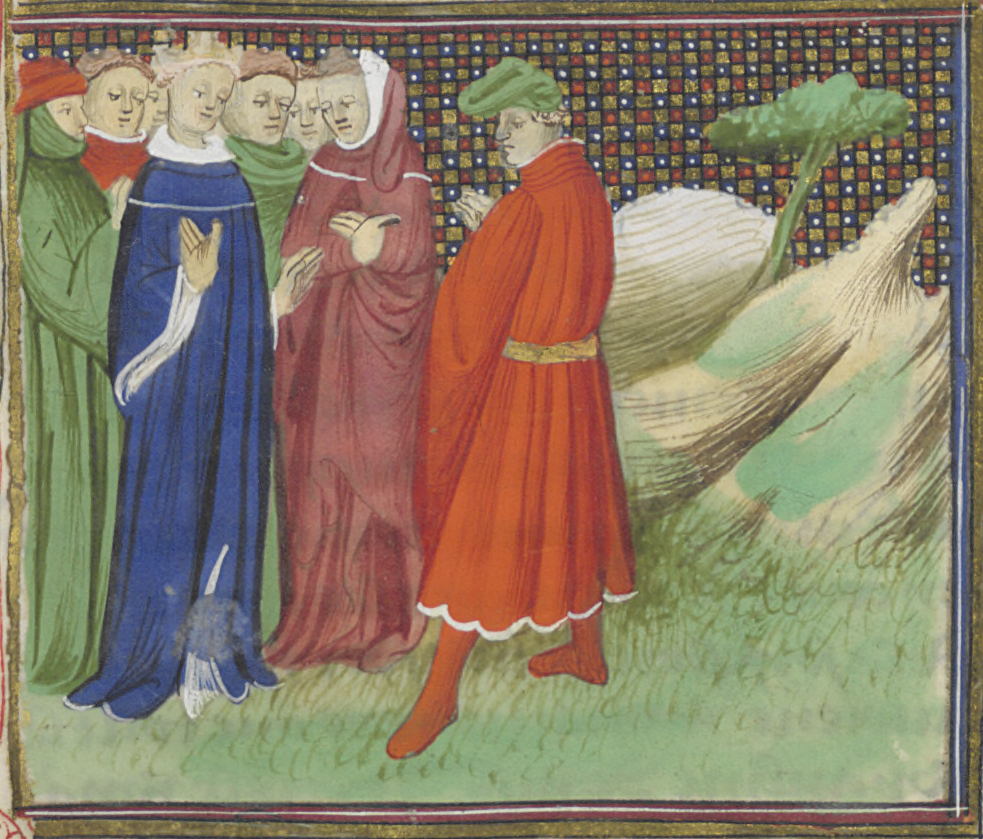
Édouard III d'Angleterre et Robert III d'Artois.

Robert commence son exil en Flandre, puis chez le duc de Brabant avant d'aller à Avignon. Mais c'est l'Angleterre qu'il rejoint finalement en 1334. Admis à la cour anglaise, il incite, « par esprit de vengeance et dans l'espoir de reprendre d'une main ce qu'il avait perdu de l'autre », Édouard III à engager une guerre pour reconquérir l'héritage de France. Il fournit au roi anglais de nombreux renseignements sur la cour française et participe activement à la guerre, ce qui lui vaut d'être déclaré ennemi du royaume en 1336.
Ainsi, il est chargé par exemple en 1340 d'assiéger Saint-Omer, Édouard III comptant sur les soutiens dont il est supposé disposer dans sa région d'origine. Cet espoir est vite déçu et Robert, « vieux, brouillon et militairement incompétent », subit une cuisante défaite devant la ville, 8 000 de ses hommes restant sur le champ de bataille. C'est toujours en combattant au service du roi d'Angleterre qu'il est grièvement blessé en octobre 1342 aux pieds des remparts de Vannes, dans le cadre de la guerre de succession de Bretagne. Afin de se faire soigner, il retourne en Angleterre et meurt de dysenterie à Londres peu après. C'est là qu'il est inhumé, dans l'ancienne cathédrale Saint-Paul.

## Famille
De son mariage avec Jeanne de Valois, fille de Charles de Valois et de Catherine de Courtenay, il a sept enfants :
- Christine ( 1319 - ? ) épouse Edouard de Bailleul, roi d'Écosse †1363
- Louis (1320-1329), sans postérité ;
- Jean (1321-1387), comte d’Eu, et postérité ;
- Jeanne (1323-1324), sans postérité ;
- Jacques (1325-ap. 1347[16]), enfermé à Nemours (1342), puis avec sa mère et son frère Robert au Château Gaillard ;
- Robert (1326-ap. 1347[17]), enfermé à Nemours (1342), avec sa mère et son frère Jacques au Château Gaillard ;
- Charles (1328-1385), comte de Longueville et de Pézenas.

## Dans la fiction
Le personnage de Robert III est un personnage-clé de la suite de romans historiques Les Rois maudits de Maurice Druon. 
Le personnage de Robert III est incarné par Jean Piat en 1972 qui brille dans l'adaptation du cycle romanesque réalisée par Claude Barma, puis par Philippe Torreton en 2005 dans celle dirigée de Josée Dayan.
L'influence de ces romans sur la conception de la saga fantasy A Song of Ice and Fire est connue, ainsi Robert III a probablement inspiré le personnage de Robert Baratheon, dont ils partagent, au-delà du nom, de nombreux traits physiques et de caractère.[réf. nécessaire]
Robert III est un personnage de la web-série Paris 1328 réalisée par le vidéaste AlterHis.